# Rio Drăgoteni
O Rio Drăgoteni é um rio da Romênia, afluente do Roşia, localizado no distrito de Bihor.